# Saquirayuc Alto
Saquirayuc Alto es una localidad peruana ubicada en el distrito de Huancabamba, perteneciente a la provincia homónima del departamento de Piura, al norte del Perú. 

## Ubicación
Saquirayuc Alto se ubica al noroeste de la provincia de Huancabamba, en el distrito de Huancabamba, en el departamento de Piura.

## Demografía
En 2017 Saquirayuc Alto tenía una población de 35 habitantes.
| Gráfica de evolución demográfica de Saquirayuc Alto entre 1993 y 2017 |
|                                                                       |
| Fuentes: Población 1993 (junto con Saquirayuc Bajo) y 2017            |